# 무형문화유산

로고

무형문화유산(無形文化遺産, 문화어: 비물질문화유산(非物質文化遺産), 영어: intangible cultural heritage, ICH)은 유네스코의 사업 중 하나이다. 유네스코 사업인 세계유산이 건축물 등 유형 문화재의 보호와 계승을 목적으로 하고 있는 반면, 민속, 전통 등 fu 무형 (무형문화재)을 보호 대상으로 하는 것을 목표로 한 것이다.

## 정의
2003년 제32회 유네스코 총회에서 채택된 무형문화유산 보호협약 제2조에서는 "무형문화유산은 관습, 묘사, 표현, 지식 및 기술 및 이와 관련된 기구, 물품, 가공품 및 문화 공간이며, 사회 집단 및 경우에 따라서는 개인이 자기의 문화 유산의 일부로 인정
동 협약에서는 무형문화유산의 중요성에 대한 인식을 향상시키기 위해 유네스코에 설치된 무형 문화 유산 보호에 관한 정부 간 위원회에 의해 인류무형문화유산 대표목록(Representative List of the Intangible Cultural Heritage of Humanity)을 작성하는 것으로 되어 있다 (제16조). 또한 조약 채택 전에 인류 구전 및 무형유산 걸작(Masterpieces of the Oral and Intangible Heritage of Humanity)으로 선언된 것은 표에 기재되는 것으로 되어 있다 (제31조).

## 목록
인류문형문화유산 목록에는 인류문형문화유산 대표목록과 긴급보호가 필요한 무형문화유산 목록이 있다.

## 같이 보기
- 무형문화유산 목록